# Sperrklinke

Drehgesperre als Zahnrichtgesperre: 1) Sperrrad (Sperrstück), 2) Sperrklinke (Sperrer), 3) Gestell

Das Sperrrad kann sich nur in eine Richtung drehen.

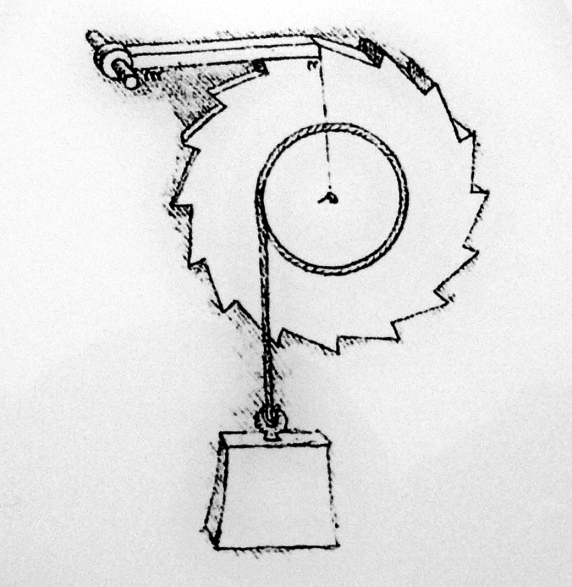
Zeichnung eines Zahnrichtgesperre von Leonardo da Vinci

Eine Sperrklinke, auch Sperrhebel genannt, ist Teil eines Formricht-Gesperres oder Zahngesperres. Sie  verhindert die Rückwärtsbewegung eines Bauteils, z. B. das Rückwärtsdrehen eines Rades (siehe nebenstehende Abbildung); die Vorwärtsbewegung ist näherungsweise unbehindert.

## Funktion und Bauarten
Kennzeichnend sind die Zahnungen mit je einer steilen und einer flachen Flanke am Bauteil (verallgemeinerter Fachbegriff: Sperrstück). Über die flache Flanke kann die Spitze der Sperrklinke (verallgemeinerter Fachbegriff: Sperrer) beim Vorwärtsdrehen hinweg gleiten, während sie bei versuchtem Rückwärtsdrehen gegen die steile Flanke stößt, mit ihr einen Formschluss bildet und die Drehung unterbricht.
Die Klinkenspitze wird kraftschlüssig (z. B. mit Federkraft) senkrecht zur Bewegungsrichtung des Sperrstücks gegen das Sperrstück gehalten.
Man unterscheidet:
- Drucksperrklinke (siehe oben stehende Abbildung, Spitze drückt gegen Zahnflanke am Sperrstück)
- Zugsperrklinke (Haken anstatt Spitze, der Sperrstück an jetzt steiler Gegenflanke zurück hält).

Die Sperrklinke kann in einem Bolzen-Drehgelenk beweglich sein oder ein einfaches Federgelenk haben. 
Klinken mit Bolzen-Drehgelenk sind umschwenkbar, um bei entsprechend gestalteter Zahnform auch in umgekehrter Bewegungsrichtung zu sperren.

## Anwendungen
Gesperre mit z. B. Sperrklinken werden überall dort eingesetzt, wo ein unkontrolliertes Rückwärtsdrehen verhindert werden soll. Beispiele sind Seilwinden, Zurrgurte, Fahrzeuge mit Freilauf, Kratzbodenantriebe, Handschellen und mechanische Uhren. In Letzteren wird das Zurückdrehen des Sperrrades im Federhaus oder der Seiltrommel verhindert. Die Sperrklinke heißt dort Sperrkegel und der Sperrmechanismus Gesperr.
Ein zweiseitig wirkendes Gesperre findet man z. B. im Schraubwerkzeug Knarre. Die Zahnung ist symmetrisch, und die eine von zwei entgegengesetzt gerichteten Sperrklinken wird wahlweise aus der Zahnung gehoben.

Funktionsprinzip eines Kabelbinders

Ein Kabelbinder hat eine oder mehrere elastisch nachgebende Sperrklinken im Kopf. Meistens wird damit auch das elastische Nachgeben der Zähne auf dem Binderband bezeichnet, damit diese beim Schließen des Binders von den Klinken übersprungen werden können. Bei Mehrwegkabelbindern wird zum Lösen manuell die Klinke aus der Zahnung gehoben.

## Andere Bezeichnungen und Abgrenzung
Umgangssprachlich wird für diese Art von Gesperre auch der Begriff Ratsche verwendet, weil bei der Bedienung ein ähnliches Geräusch auftritt wie bei den echten Ratschen, die ausschließlich zur Geräuscherzeugung dienen.